# پرنسس دانا
پرنسس دانا (انگلیسی: Princess Donna؛ زاده ۲۳ ژانویهٔ ۱۹۸۲) بازیگر و کارگردان پورنوگرافی اهل ایالات متحده آمریکا است.

## نگارخانه

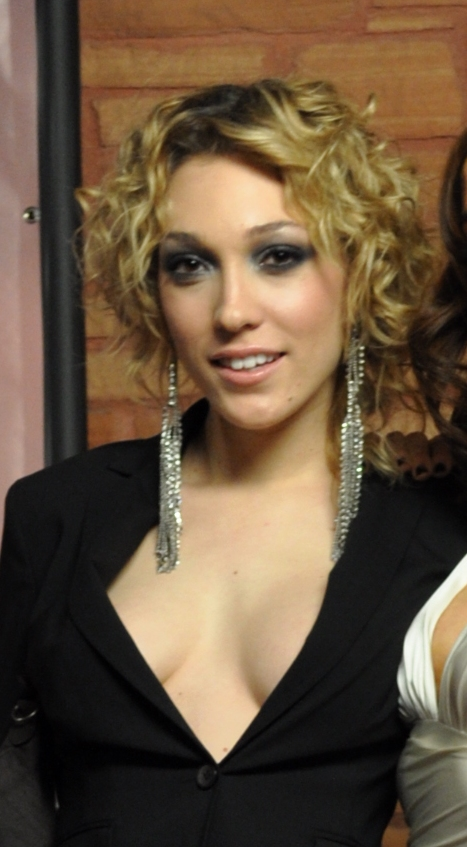